# Маяк Пойнт-Уилсон
Маяк Пойнт-Уилсон (англ. Point Wilson Light) — маяк, расположенный к северу от города Порт-Таунсенд, на территории бывшего форта Уорден, ныне преобразованного в парк, округ Джефферсон, штат Вашингтон, США. Построен в 1879 году. Автоматизирован в 1976 году.

## История
В конце 1850-х — начале 1860-х годов вдоль западного побережья Вашингтона и пролива Хуан-де-Фука были установлены маяки, но заливе Пьюджет-Саунд, куда заходили многие суда, заходящие в пролив, маяков всё ещё не было. 20 июня 1878 года Конгресс США выделил 8 000$ на строительство маяка и противотуманного сигнала, однако этих средств было недостаточно и было построено только здание противотуманного сигнала. 3 марта 1879 года было выделено дополнительно 12 000$ на строительство маяка. 15 декабря 1879 года маяк бы введён в эксплуатацию. Маяк представлял собой деревянную квадратную башню высотой 3,5 метра на крыше двухэтажного дома смотрителей. Общая высота маяка составила 14 метров. В 1894 году была построена котельная. Место, на котором стоял маяк, постоянно подвергалось эрозии из-за приливов, и уже к 1904 году задание маяка стало небезопасным. Новый маяк был построен в 1914 году. Новый маяк представлял собой восьмиугольную бетонную башню высотой 15 метров, на вершине которой была установлена линза Френеля четвертого поколения. В 1976 году Береговая охрана США автоматизировала маяк.
24 марта 1971 года маяк был включён в Национальный реестр исторических мест.
В настоящее время маяк расположен на территории парка форта Уорден.